# Ragnar Sohlman den yngre
Ragnar Voldemar Alexander Rolfsson Sohlman, född 30 april 1931 i Stockholm, död 15 oktober 2007 i Stockholm, var en svensk jurist och generaldirektör.
Sohlman tog jur.kand.-examen i Stockholm 1957 och tjänstgjorde sedan vid Kommerskollegium. Han var bland annat budgetsekreterare vid Finansdepartementet 1959–1967, och kansliråd vid Inrikesdepartementet, departementsråd i Handelsdepartementet och generalsekreterare i Nordiska ministerrådet innan han slutligen blev generaldirektör vid Exportkreditnämnden 1985–1996.
Ragnar Sohlman var son till ambassadör Rolf R:son Sohlman och Zinaida Jarotskij, och äldre bror till ambassadörerna Staffan Sohlman och Michael Sohlman. Han var åren 1953–1960 gift med TV-profilen Karin Sohlman, född Edström, senare känd som Karin Falck, med vilken han fick barnen Rolf Sohlman 1954 och Anna Sohlman 1957. Han gifte sedan om sig, 1960, med scriptan Birgitta Sohlman, född Blomberg, och fick med henne två barn Maria Sohlman och Sandra Sohlman. Sohlman är begravd på Skogskyrkogården i Stockholm.